# Сімомура Осаму
Осаму Сімомура (яп. 下村 脩, しもむらおさむ; англ. Osamu Shimomura; 27 серпня 1928, Кіото, Японія — 19 жовтня 2018, Нагасакі, Японія) — японський та американський хімік-органік, біохімік та морський біолог, професор у відставці Лабораторії морської біології у Вудс-Хоулі, Массачусетс. Разом з Роджером Цяном і Мартіном Чалфі він був нагороджений Нобелівською премією з хімії 2008 року за розробку зеленого флюоресцентного білка.

## Біографія
Народився в 1928 році в Кіото. Він виріс у Маньчжурії і в Осаці, де служив в японській армії його батько. У 1945 році Сімомура, що жив тоді в Нагасакі, був свідком вибуху скинутої на місто атомної бомби. У 1951 році він закінчив Університет Нагасакі, а з 1955 року працював у Нагойському університеті, де почав дослідження флуоресценції морських безхребетних і виділив білок, що відповідає за світіння деяких остракод. У 1960 році Сімомура отримав у Нагойському університеті докторський ступінь і переїхав до США, працював спочатку в Прінстоні (де і відкрив зелений флуоресцентний білок, що викликає світіння у медуз), а з 1982 року в Лабораторії морської біології. З 2001 року Осаму Сімомура на пенсії, жив на півострові Кейп-Код в штаті Массачусетс, біля свого останнього місця роботи.

## Визнання
- 2004: Перша премія Королівського мікроскопічного товариства[en][3]
- 2005: Emile Chamot Award[4]
- 2006: Премія Асахі[en]
- 2008: Орден Культури[en][5]
- 2008: Заслужений діяч культури[en]
- 2008: Нобелівська премія з хімії
- 2012: Golden Goose Award[en][6]
- 2013: Член Національної академії наук США